# Élections sénatoriales de 2008 dans l'Ain
Les élections sénatoriales dans l'Ain ont eu lieu le dimanche 21 septembre 2008. Elles ont eu pour but d'élire les sénateurs représentant le département au Sénat pour un mandat de six années.

## Contexte départemental
Lors des élections sénatoriales du 27 septembre 1998 dans l'Ain, deux sénateurs DL ont été élus, Jean-Paul Émin et Jean Pépin.
Depuis, tous les effectifs du collège électoral des grands électeurs ont été renouvelés, avec les élections législatives françaises de 2007, les élections régionales françaises de 2004, les élections cantonales de 2004 et 2008 et les élections municipales françaises de 2008.

## Rappel des résultats de 1998
|                | Jean Pépin      | DL             | 933   | 66,03  |  |  |
|                | Jean-Paul Émin  | DL             | 902   | 63,84  |  |  |
|                | Jean-Paul Rodet | PS             | 359   | 25,41  |  |  |
|                | René Dulot      | PRG            | 356   | 25,19  |  |  |
|                | Anne Colin      | Verts          | 57    | 4,03   |  |  |
|                | Mylène Ferri    | PCF            | 50    | 3,54   |  |  |
|                | Fernand Roustit | PCF            | 49    | 3,47   |  |  |
|                | Paul Martin     | FN             | 47    | 3,33   |  |  |
|                |                 |                |       |        |  |  |
| Inscrits       | Inscrits        | Inscrits       | 1 446 | 100,00 |  |  |
| Abstentions    | Abstentions     | Abstentions    | 21    | 1,45   |  |  |
| Votants        | Votants         | Votants        | 1 425 | 98,55  |  |  |
| Blancs et nuls | Blancs et nuls  | Blancs et nuls | 12    | 0,84   |  |  |
| Exprimés       | Exprimés        | Exprimés       | 1 413 | 99,16  |  |  |

## Sénateurs sortants
| Sénateur | Sénateur       | Parti | Fonctions lors de l'élection en 1998                                              |
| -------- | -------------- | ----- | --------------------------------------------------------------------------------- |
|          | Jean-Paul Émin | UMP   | Sénateur sortant, conseiller général, adjoint au maire d'Oyonnax                  |
|          | Jean Pépin     | UMP   | Sénateur sortant, président du conseil général, maire de Saint-Nizier-le-Bouchoux |

## Présentation des candidats et des suppléants
Les nouveaux représentants sont élus pour une législature de 6 ans au suffrage universel indirect par les 1615 grands électeurs du département. Dans l'Ain, les sénateurs sont élus au scrutin majoritaire à deux tours. Compte tenu des évolutions démographiques, leur nombre change en 2008, passant de 2 à 3 sénateurs. Ils sont 19 candidats dans le département, chacun avec un suppléant.
| T/S | Candidats | Candidats               | Parti | Principale fonction                                      |
| --- | --------- | ----------------------- | ----- | -------------------------------------------------------- |
| T   |           | Philippe Virard         | PCF   | Conseiller municipal d'Hauteville-Lompnes                |
| S   |           | Mylène Ferri            | PCF   | Conseillère municipale d'Oyonnax                         |
| T   |           | Pascal Borgo            | PCF   |                                                          |
| S   |           | Nicole Piola            | PCF   |                                                          |
| T   |           | Célia Garcin            | PCF   |                                                          |
| S   |           | Jean-Sébastien Bloch    | PCF   |                                                          |
| T   |           | Dominique Vial          | MRC   |                                                          |
| S   |           | Raphaël Duret           | MRC   |                                                          |
| T   |           | Anne Partensky          | Verts |                                                          |
| S   |           | Jean-Michel Tieffenbach | Verts |                                                          |
| T   |           | Alain Pasqualin         | Verts |                                                          |
| S   |           | Michel Liebman          | Verts |                                                          |
| T   |           | Bernadette Robert-Wyss  | Verts | Conseillère régionale                                    |
| S   |           | Jacques Cagnac          | Verts |                                                          |
| T   |           | Rachel Mazuir           | PS    | Président du conseil général                             |
| S   |           | Pascale Guillon         | PS    | Maire de Vongnes                                         |
| T   |           | Josiane Exposito        | PS    | Conseillère régionale, maire d'Ambérieu-en-Bugey         |
| S   |           | Denis Linglin           | PS    | Maire de Sergy                                           |
| T   |           | Jacques Berthou         | DVG   | Conseiller général, maire de Miribel                     |
| S   |           | Marianne Dubare         | DVG   | Maire de Dortan                                          |
| T   |           | Hubert Bertrand         | PRG   | Maire de Saint-Genis-Pouilly                             |
| S   |           | Catherine Pidoux        | PRG   | Adjointe au maire d'Ambérieu-en-Bugey                    |
| T   |           | Marie-Jeanne Béguet     | MoDem | Maire de Civrieux                                        |
| S   |           | Hervé Lévêque           | MoDem | Ancien maire de Ruffieu                                  |
| T   |           | Jean Chabry             | DVD   | Conseiller général, maire de Jujurieux                   |
| S   |           | Daniel Juliet           | DVD   | Conseiller général, maire de Farges                      |
| T   |           | Sylvie Goy-Chavent      | UMP   | Maire de Cerdon                                          |
| S   |           | Michel Buellet          | UMP   | Maire de Lent                                            |
| T   |           | Henri Guillermin        | UMP   | Conseiller général, maire de Gorrevod                    |
| S   |           | Michel de Souza         | UMP   |                                                          |
| T   |           | Christian Bussy         | UMP   | Maire de Meximieux                                       |
| S   |           | David Brahim            | UMP   |                                                          |
| T   |           | Charles Millon          | DLC   | Ancien ministre, ancien député, ancien maire de Belley   |
| S   |           | Claude Marcou           | DLR   | Conseiller général, ancien maire de Villieu-Loyes-Mollon |
| T   |           | Olivier Wyssa           | FN    | Conseiller régional                                      |
| S   |           | Nicole de Lacheisserie  | FN    | Conseillère régionale                                    |

## Résultats
| Candidat et parti politique | Candidat et parti politique | Candidat et parti politique | Premier tour | Premier tour | Second tour | Second tour |
| Candidat et parti politique | Candidat et parti politique | Candidat et parti politique | Voix         | %            | Voix        | %           |
| --------------------------- | --------------------------- | --------------------------- | ------------ | ------------ | ----------- | ----------- |
|                             | Sylvie Goy-Chavent          | UMP                         | 634          | 40,93        | 720         | 45,98       |
|                             | Rachel Mazuir               | PS                          | 588          | 37,96        | 771         | 49,23       |
|                             | Charles Millon              | DLC                         | 580          | 37,44        | 634         | 40,49       |
|                             | Henri Guillermin            | UMP                         | 553          | 35,70        | 675         | 43,10       |
|                             | Jacques Berthou             | DVG                         | 509          | 32,86        | 723         | 46,17       |
|                             | Josiane Exposito            | PS                          | 359          | 23,18        | Retrait     | Retrait     |
|                             | Jean Chabry                 | DVD                         | 209          | 13,49        | 516         | 32,95       |
|                             | Marie-Jeanne Béguet         | MoDem                       | 174          | 11,23        | Retrait     | Retrait     |
|                             | Christian Bussy             | UMP                         | 129          | 8,33         | Retrait     | Retrait     |
|                             | Hubert Bertrand             | PRG                         | 109          | 7,04         | Retrait     | Retrait     |
|                             | Philippe Virard             | PCF                         | 61           | 3,94         | Retrait     | Retrait     |
|                             | Anne Partensky              | Verts                       | 60           | 3,87         | Retrait     | Retrait     |
|                             | Alain Pasqualin             | Verts                       | 56           | 3,62         | Retrait     | Retrait     |
|                             | Bernadette Robert-Wyss      | Verts                       | 50           | 3,23         | Retrait     | Retrait     |
|                             | Célia Garcin                | PCF                         | 45           | 2,91         | Retrait     | Retrait     |
|                             | Pascal Borgo                | PCF                         | 38           | 2,45         | Retrait     | Retrait     |
|                             | Olivier Wyssa               | FN                          | 23           | 1,48         | Retrait     | Retrait     |
|                             | Dominique Vial              | MRC                         | 19           | 1,23         | Retrait     | Retrait     |
|                             |                             |                             |              |              |             |             |
| Inscrits                    | Inscrits                    | Inscrits                    | 1 615        | 100,00       | 1 615       | 100,00      |
| Abstentions                 | Abstentions                 | Abstentions                 | 28           | 1,73         | 24          | 1,49        |
| Votants                     | Votants                     | Votants                     | 1 587        | 98,27        | 1 591       | 98,51       |
| Blancs et nuls              | Blancs et nuls              | Blancs et nuls              | 38           | 2,35         | 25          | 1,55        |
| Exprimés                    | Exprimés                    | Exprimés                    | 1 549        | 95,91        | 1 566       | 96,97       |